# الحسن إيسوفو
الحسن إسوفو (بالفرنسية: Alhassane Issoufou)‏ (مواليد 1 يناير 1981 في النيجر) لاعب كرة قدم نيجري دولي يجيد اللعب في خط الهجوم . يلعب لصالح نادي الفتح المغربي .

## روابط خارجية
- الحسن إيسوفو على موقع الاتحاد الدولي (مؤرشف)  (الإنجليزية)
- الحسن إيسوفو على موقع قاعدة بيانات كرة القدم.إي يو (الإنجليزية)
- الحسن إيسوفو على موقع ناشيونال فوتبول تيمز (الإنجليزية)
- الحسن إيسوفو على موقع Soccerway.com (الإنجليزية)